# Nadciśnienie tętnicze w ciąży
Nadciśnienie tętnicze w ciąży – występuje w następujących sytuacjach:
- nadciśnienie przewlekłe – nadciśnienie tętnicze istniało przez zajściem w ciążę lub po raz pierwszy zostało rozpoznane przed 20. tygodniem ciąży
- nadciśnienie indukowane ciążą, PIH (od ang. pregnancy-induced hypertension) – rozpoznane od 20. tygodnia ciąży[1]

Najpoważniejszymi powikłaniami nadciśnienia tętniczego w ciąży są stan przedrzucawkowy i rzucawka.
Jeśli nadciśnienie tętnicze w ciąży jest nieleczone lub nieskutecznie leczone, może stanowić poważne zagrożenie dla zdrowia matki i płodu, mimo znacznego rozwoju medycyny perinatalnej.

## Epidemiologia
Zaburzenia związane z nadciśnieniem tętniczym w ciąży występują u około 5–10% ciężarnych (6–8% w Polsce), a w ciągu roku z ich powodu umiera 7200 kobiet.

## Czynniki ryzyka[3]
- wiek poniżej 18 lat i powyżej 35 lat
- pierwsza ciąża i pierwszy poród
- przebycie stanu przedrzucawkowego lub rzucawki przez matkę lub siostrę pacjentki
- ciąża wielopłodowa
- wielowodzie
- cukrzyca
- nadciśnienie tętnicze samoistne lub wtórne
- współistniejące schorzenia nerek
- zaśniad groniasty
- toczeń rumieniowaty układowy
- uogólniony obrzęk płodu

## Klasyfikacja nadciśnienia tętniczego u kobiet w ciąży (według ESH i ESC)
1. Nadciśnienie tętnicze wcześniej istniejące (nadciśnienie przewlekłe) – rozpoznawane przed ciążą lub do 20. tygodnia ciąży, zwykle utrzymuje się powyżej 42 dni po porodzie.
2. Nadciśnienie tętnicze ciążowe – rozwijające się po 20. tygodniu ciąży, zwykle ustępuje w ciągu 42 dni. Jeżeli pojawia się białkomocz powyżej 300 mg/d[5], jest określane jako stan przedrzucawkowy.
3. Nadciśnienie tętnicze wcześniej istniejące z nałożonym nadciśnieniem ciążowym z białkomoczem – nadciśnienie tętnicze wcześniej istniejące z dalszym wzrostem ciśnienia tętniczego i białkomoczem >3 g/d po 20. tygodniu ciąży.
4. Nadciśnienie tętnicze niesklasyfikowane przed porodem – początek po 20. tygodniu ciąży, wcześniejsze wartości ciśnienia są nieznane.

## Nadciśnienie tętnicze wcześniej istniejące (nadciśnienie przewlekłe)
Nadciśnienie przewlekłe rozpoznajemy, gdy wartości ciśnienia tętniczego przekraczają 140/90 mm Hg i gdy stwierdzamy je przed 20 tygodniem ciąży. Jeżeli wartości przekraczają 160/110 mm Hg rozpoznajemy nadciśnienie ciężkie. Nadciśnienie ciężkie rozpoznajemy również, gdy izolowane wartości ciśnienia skurczowego przekraczają 160 mm Hg i gdy izolowane wartości ciśnienia rozkurczowego przekraczają 110 mm Hg. Ciąża u kobiet z nadciśnieniem przewlekłym jest ciążą wysokiego ryzyka.

## Stan przedrzucawkowy (ang.pre-eclampsia)
Jest to zespół objawów chorobowych pojawiający się po 20 tygodniu ciąży, jak również w okresie porodu lub połogu. Charakteryzuje się wartościami ciśnienia tętniczego krwi powyżej 140/90 mm Hg, wraz z towarzyszącym białkomoczem z utratą białka powyżej 300 mg/l lub 500 mg na dobę. Białkomocz nie jest niezbędnym objawem, ale wtedy nadciśnieniu muszą towarzyszyć dodatkowe objawy, takie jak: ból głowy, ból w nadbrzuszu, zaburzenia ostrości widzenia. Mogą też wystąpić zmiany w badaniach laboratoryjnych w postaci anemii hemolitycznej, małopłytkowości i podwyższonych aktywności enzymów wątrobowych: ALT, AST. Układ tych zmian stanowi o rozpoznaniu tzw. zespołu HELLP.
Postępowanie w stanie przedrzucawkowym jest nakierowane na ścisłe monitorowanie stanu zdrowia ciężarnej kobiety i płodu. Leczenie jest objawowe i często nie jest w stanie przeciwdziałać rozwijającym się zaburzeniom patofizjologicznym organizmu.
Często całkowite i skuteczne wyleczenie gwarantuje jedynie rozwiązanie (np. zakończenie ciąży przez cięcie cesarskie, poród).
Zawsze stosowane jest leczenie hipotensyjne, od 28 tygodnia ciąży kortykosteroidy (stymulacja produkcji surfaktantu w płucach płodu), siarczan magnezu w postaci dożylnych wlewów kroplowych.
Z reguły przy rozpoznaniu stanu przedrzucawkowego, nawet o łagodnym przebiegu po 37 tyg. ciąży dąży się do rozwiązania ciąży.

## Rzucawka
Rzucawką nazywamy wystąpienie napadu drgawek toniczno-klonicznych lub śpiączki, a nawet obu tych objawów równocześnie u ciężarnej lub położnicy, u której rozpoznano wcześniej stan przedrzucawkowy lub nadciśnienie tętnicze. Zmiany w siatkówce oka, w tym obejmujące obrzęk tarczy nerwu wzrokowego są zwiastunem stanu rzucawkowego i wskazaniem do szybkiego rozwiązania ciąży drogą cięcia cesarskiego.

### Rozpoznanie różnicowe
Przy rozpoznaniu różnicowym rzucawki należy wziąć pod uwagę różne stany przebiegające z drgawkami, śpiączką lub utratą przytomności:

- padaczkę
- tężec
- tężyczkę
- guz mózgu
- mocznicę

## Współistnienie stanu przedrzucawkowego z przewlekłym nadciśnieniem
Nadciśnienie tętnicze samo w sobie predysponuje do wystąpienia stanu przedrzucawkowego w czasie ciąży. Ryzyko to zwiększa się wraz z pojawieniem się białkomoczu powyżej 300 mg/dobę, o ile nie był on obecny przed 20 tyg ciąży. Może również wystąpić podwyższenie enzymów wątrobowych lub małopłytkowość.
Rozpoznanie stanu przedrzucawkowego nakładającego się na nadciśnienie przewlekłe wymaga postępowania identycznego jak w stanie przedrzucawkowym.

## Leczenie
Podstawą leczenia nadciśnienia tętniczego, w tym także nadciśnienia tętniczego w ciąży jest postępowanie niefarmakologiczne, które obejmuje:
- zakaz picia alkoholu
- zakaz palenia tytoniu
- ograniczenie aktywności fizycznej (zalecany odpoczynek w pozycji leżącej na lewym boku)
- nie jest zalecane ograniczenie spożycia soli

Przy nadciśnieniu wcześniej istniejącym bez powikłań narządowych i jeśli nadciśnienie tętnicze pojawiło się w czasie ciąży, ale nie ma powikłań i objawów chorobowych stosowanie farmakoterapii zalecane jest, gdy wartość ciśnienia przekracza 150/95 mm Hg. W pozostałych przypadkach leczenie jest konieczne gdy jest większe niż 140/90 mm Hg.
Wiele leków przeciwnadciśnieniowych jest przeciwwskazanych w okresie ciąży, a także po porodzie w czasie karmienia piersią:
- inhibitory konwertazy angiotensyny (ACE-I) – bezwzględnie przeciwwskazane ze względu na działanie teratogenne
- sartany (ARB) – są bezwzględnie przeciwwskazane ze względu na działanie teratogenne
- antagonisty reniny (aliskiren)
- antagonisty aldosteronu
- diltiazem
- tiazydowe/tiazydopodobne leki moczopędne

Lekami z wyboru w leczeniu nadciśnienia tętniczego w ciąży są (w kolejności):
1. metyldopa
2. blokery kanału wapniowego (szczególnie nifedypina lub nitrendipina; rzadziej zalecany jest werapamil)
3. beta-blokery (labetalol i metoprolol)[7].
4. dihydralazyna

Celem zapobieżenia wystąpieniu drgawek rzucawkowych podaje się siarczan magnezu w postaci wlewów dożylnych (kroplówki).
W przypadku ciąży obarczonej znacznym ryzykiem wystąpienia stanu przedrzucawkowego od końca I trymestru zaleca się profilaktyczne podawanie małych dawek kwasu acetylosalicylowego (50–150 mg na dobę).
Ciśnienie tętnicze powyżej 160 (skurczowe) i/lub powyżej 110 mm Hg (rozkurczowe) stanowi stan nagły i wymaga leczenia w warunkach szpitalnych.